# Batannyuh
Batannyuh is een bestuurslaag in het regentschap Tabanan van de provincie Bali, Indonesië. Batannyuh telt 2186 inwoners (volkstelling 2010).